# Hermann Vietzen
Hermann Vietzen (* 19. Mai 1902 in Wain (Bain) bei Laupheim, Landkreis Biberach; † 17. Februar 1984) war ein deutscher Landtagsabgeordneter der FDP/DVP in Baden-Württemberg.

## Leben
Hermann Vietzen wurde am 19. Mai 1902 in Wain geboren. Er erwarb 1921 das Abitur am Realgymnasium in Ulm. Anschließend studierte er Philosophie an der Universität Tübingen. Von 1922 bis 1924 machte er eine Banklehre und schloss von 1924 bis 1928 ein zweites Studium der Rechts- und Staatswissenschaften an den Universitäten München und Hamburg an. 1926 machte er den Abschluss zum Diplomvolkswirt. 1928 promovierte er (Dr. oec. publ.). Von 1928 bis 1930 arbeitete er als Syndikus. Von 1930 bis 1934 war er Mitarbeiter der Internationalen Preisgeschichtsforschung und machte gleichzeitig ein Geschichtsstudium und eine Archivarausbildung. Ab 1935 arbeitete er im Stadtarchiv Augsburg und ab 1938 in Archiv und Bücherei der Stadt Stuttgart. Zum 1. Mai 1937 trat er der NSDAP bei. Von 1946 bis 1952 war er Leiter des städtischen Wirtschaftsamtes der Stadt Stuttgart.

### Politische Karriere
Von 1946 bis 1952 war er Geschäftsführer des Landesverbands der DVP. Seit 1953 war er im Kulturamt (Archiv und Rathausbücherei, Stadtarchivdirektor) der Stadt Stuttgart beschäftigt. Seit 1956 war er Mitglied des Landtags.

## Familie
Vietzen war verheiratet mit Johanna Vietzen, geb. Zimmermann, mit ihr hatte er fünf Kinder. Johanna (Hanne) Vietzen war von 1951 bis 1983 Gemeinderätin in Stuttgart.

## Werke
- Bad Cannstatt und sein Volksfest im Wandel der Zeit. Stuttgart-Bad Cannstatt: Heugel-Verlag Heubach u. Vogel, [1970].
- Chronik der Stadt Stuttgart: 1945–1948.
- Echterdingen in Vergangenheit und Gegenwart.
- Möhringen Aus der Geschichte einer Fildergemeinde.
- Münchner Salzhandel im Mittelalter 1158–1587.
- Scharnhausen aus siebenhundert Jahren Ortsgeschichte.
- Ein Stadtteil wandelt sich. Aus der Geschichte des Bahnhofviertels in Stuttgart.
- Stuttgart in alten Ansichtskarten.